# Јосип Крнић
Јосип Крнић (Сремски Карловци, 3. новембар 1919 — Загреб, 12. мај 1996) био је југословенски фудбалер.

## Биографија
Рођен је 3. новембра 1919. године у Сремским Карловцима. Фудбал је почео да игра у загребачком клубу ХАШК. Прешао је у загребачки Жељезничар 1939. године. По оснивању београдског Партизана, постао је члан клуба. Ипак, није се дуго задржао у Партизану и уписао је 19 наступа, од тога три на интернационалним и шеснаест на пријатељским утакмицама. Вратио се у Загреб, у Динамо, али ни тамо није одиграо ниједну такмичарску утакмицу, а узрок је била повреда. Каријеру је завршио у малом загребачком клубу Поштар, где је 1957. био играч и тренер.
Крнић је одиграо једну утакмицу за репрезентацију Југославије, 14. септембра 1947. против Албаније у Тирани, када је био и стрелац у победи Југославије од 4:2. Играо је на месту левог крила, а одликовао га је јак и прецизан шут левом ногом.
Преминуо је 12. маја 1996. године у Загребу.

## Голови за репрезентацију
Голови Крнића у дресу Југославије.
| #  | Датум               | Место  | Противник | Гол | Резултат | Такмичење     |
| -- | ------------------- | ------ | --------- | --- | -------- | ------------- |
| 1. | 14. септембар 1947. | Тирана | Албанија  | 2:1 | 4:2      | Балкански куп |